# Øjesø
Øjesø är en sjö i Danmark.   Den ligger i Syddjurs kommun i Region Mittjylland. Øjesø ligger 14 meter över havet. Arean är 0,31 kvadratkilometer. 